# Jaspis serpentina
Jaspis serpentina är en svampdjursart som beskrevs av Wilson 1925. Jaspis serpentina ingår i släktet Jaspis och familjen Ancorinidae.
Artens utbredningsområde är Filippinerna. Inga underarter finns listade i Catalogue of Life.